# Paul Young
Paul Antony Young (Luton, Bedfordshire, Inglaterra, 17 de enero de 1956) es un cantautor y músico inglés de Pop y Rock. Su primer gran éxito llegó con la canción en 1985: Everytime You Go Away (Cada vez que te alejas) que fue escrita originalmente por Daryl Hall. En 1991 cantó a dúo con el cantautor italiano Zucchero la balada-pop Senza una donna (Sin una mujer) que también fue un éxito. En 1992 participó en una de las tocatas punk en el New Mod (Londres) en el Tributo a Freddie Mercury  junto con los miembros restantes de Queen interpretando la canción "Radio Gaga".
Lanzó una colección de sus canciones más famosas. Sin embargo, su mayor popularidad la obtuvo haciendo nuevas interpretaciones de canciones conocidas como "Wherever I lay my hat (that's my home") de Marvin Gaye. Su último disco de versiones y canciones escritas por él se editó en 1997 bajo el título "Paul Young".
En la actualidad participa regularmente en una serie de conciertos - nostalgia de los 80 en Gran Bretaña llamados "Here and Now" con estrellas del tipo Martin Fry ("ABC"), Peter Cox (Go West), Kim Wilde, Tony Hadley (Spandau Ballet) y también participa en la SAS BAND formada por músicos británicos de los años 1970 y 1980. Desde hace un tiempo milita en un grupo músico-vocal de rock "Tex-Mex" llamada Los Pacaminos junto con Jamie Moses, guitarrista que ha tocado como segunda guitarra de "The Brian May Band" y en las dos giras de "Queen + Paul Rodgers.
Ha publicado su nuevo álbum Behind The Lens y posteriormente, su tema incluido en ese álbum "I see the darkness" fue grabado a dueto con Zucchero en su álbum Discover II

## Discografía
- No Parlez (1983)
- The Secret of Association (1985)
- Between Two Fires (1986)
- Other Voices (1990)
- From Time To Time - The Singles Collection (1990)
- The Crossing (1993)
- Reflections (1994)
- Paul Young (1997)
- The Essential Paul Young (2003)
- Rock Swings - On the Wild Side of Swing (2006)
- Remixes & Rarities (2013)
- Tomb Of memories - The CBS Years (1982-1994)
- Good Thing (2016)
- Behind The Lens (2023)